# Nefling
Nefling ist ein Ortsteil der Stadt Neunburg vorm Wald im Landkreis Schwandorf in Bayern.

## Geographie
Nefling liegt circa fünf Kilometer nordöstlich von Neunburg vorm Wald und nördlich der Staatsstraße 2151, die Neunburg vorm Wald mit der B 22 in Rötz verbindet.

## Geschichte
Der Name Nefling (früher Nebolvinge, Nebolfing, Nevalding) deutet auf einen Gründer namens Nebulf oder Nebolf hin. Die sogenannten „ing-Orte“ entstammen einer frühen Besiedlungsepoche in der die Baiern aus dem böhmischen Kessel nach Westen einwanderten. Bei dieser Besiedlung wurden die Namen der Orte aus dem Namen des Gründers mit angehängtem -ing gebildet.
Nefling wird 1273 erstmals urkundlich erwähnt.
1419 hatte Ulrich Hiltel Besitz in Nefling.
Am 23. März 1913 war Nefling Teil der Pfarrei Neunburg vorm Wald, bestand aus fünf Häusern und zählte 35 Einwohner.
Am 31. Dezember 1990 hatte Nefling 27 Einwohner und gehörte zur Pfarrei Neunburg vorm Wald.